# Havelockia
Genre
Havelockia est un genre d'holothuries (concombre de mer) de la famille des Sclerodactylidae.

## Liste des espèces
Selon World Register of Marine Species (18 février 2015) :
- Havelockia ardens (Koehler & Vaney, 1908)
- Havelockia ariana (Koehler & Vaney, 1908)
- Havelockia charlottae (Deichmann, 1938)
- Havelockia conciliatrix (Sluiter, 1901)
- Havelockia exigua Cherbonnier, 1958
- Havelockia falcata (Sluiter, 1901)
- Havelockia fastigata (Sluiter, 1901)
- Havelockia ferali Cherbonnier, 1988
- Havelockia festina (Koehler & Vaney, 1908)
- Havelockia guttata Cherbonnier, 1958
- Havelockia imbellis (Koehler & Vaney, 1910)
- Havelockia inermis (Heller, 1868)
- Havelockia kojinensis (Won & Rho, 1998)
- Havelockia novacorona (Cherbonnier, 1960)
- Havelockia nozawai (Mitsukuri, 1912)
- Havelockia obunca (Lampert, 1885)
- Havelockia pegi Martinez, Thandar & Penchaszadeh, 2013
- Havelockia perdita (Koehler & Vaney, 1910)
- Havelockia pituitosa (Sluiter, 1901)
- Havelockia redimita (Sluiter, 1901)
- Havelockia scabra (Verrill, 1873)
- Havelockia secunda (Vaney, 1908)
- Havelockia transitoria (Vaney, 1905)
- Havelockia turrispinea Cherbonnier, 1988
- Havelockia uniannulata (Sluiter, 1914)
- Havelockia vankampeni (Sluiter, 1914)
- Havelockia venustella (Ludwig & Heding, 1935)
- Havelockia versicolor (Semper, 1867)
- Havelockia villosa (Semper, 1867)